# پیروز آدمیت
پیروز آدمیت(متولد ۲۹ خرداد ۱۳۲۸) شمشیرباز ایرانی که در رشته اپه در المپیک ۱۹۷۲ مونیخ شرکت نمود. وی در بازی‌های آسیایی ۱۹۷۴ میلادی تهران مدال طلای تیمی رشته اپه و نقره انفرادی را به دست آورد.